# Angela Passeri
Angela Passeri (Pescara, 21 luglio 2004) è una calciatrice italiana, difensore del Bologna in prestito dall'Inter.

## Biografia
Anche il padre, Luigi, e il fratello maggiore, Stefano, sono stati calciatori.

## Caratteristiche tecniche
Nata come terzino destro, in seguito si è adattata al ruolo di difensore centrale.
Considerata una delle calciatrici italiane più promettenti della sua generazione, è dotata di ottime qualità tecniche e atletiche, e ha dimostrato di avere anche buone doti di leadership e resistenza fisica.

## Carriera

### Club
Nata a Pescara, Passeri inizia a giocare a cinque anni nell'A.S.D. Il Delfino Flacco Porto, società dilettantistica della città, in cui si fa strada fra le varie categorie dell'attività di base prima di passare alle formazioni esclusivamente femminili. Dopo essersi messa in evidenza nelle giovanili biancazzurre, nel marzo del 2019 viene tesserata momentaneamente dalla Juventus, con cui disputa e vince la prima edizione del Torneo di Viareggio femminile.
Nell'agosto del 2020, Passeri viene ingaggiata a titolo definitivo dall'Inter, in Serie A. Prende quindi parte al Campionato Primavera Femminile, in cui le nerazzurre raggiungono le semifinali del torneo, prima di ottenere il terzo posto finale.
Nella stessa stagione, viene anche aggregata alla prima squadra meneghina. Il 12 settembre 2021, debutta fra i professionisti e in massima serie, sostituendo Beatrice Merlo nei minuti finali dell'incontro vinto per 1-4 in casa dell'Empoli.
Il 24 agosto 2022, Passeri viene ceduta in prestito annuale al Pomigliano, sempre in Serie A. Fa il suo debutto ufficiale con le Pantere quattro giorni dopo, giocando da titolare l'incontro di campionato in casa della Roma, perso per 0-2. Lungo la stagione, si impone come titolare della squadra campana, giocando in molte occasioni per tutti e novanta i minuti di gioco. Al termine dell'annata, contribuisce alla salvezza del Pomigliano, arrivata in seguito al successo nel doppio play-out contro la Lazio; inoltre, viene inclusa nella Top 11 delle migliori calciatrici Under-21 del campionato dalla Divisione Nazionale Femminile.
Il 14 luglio 2023, Passeri viene ceduta in prestito per una stagione al Sassuolo, ancora in Serie A. Debutta il 16 settembre seguente, partendo da titolare nella sfida di campionato contro la Fiorentina, persa per 2-1.
Il 26 luglio 2024, viene ceduta in prestito per una stagione al Bologna, in Serie B.

### Nazionale
Passeri ha rappresentato tutte le nazionali giovanili italiane, dall'Under-16 fino all'Under-19, rivestendo in più casi il ruolo di capitana.
Fra il giugno e il luglio del 2022, ha preso parte all'Europeo Under-19 in Repubblica Ceca, in cui le Azzurrine sono state eliminate al primo turno.
Nell'ottobre del 2023, ha ricevuto la sua prima convocazione con la nazionale Under-23. Ha quindi esordito con tale rappresentativa il 30 novembre seguente, sostituendo Michela Giordano nei minuti finali dell'amichevole contro il Belgio, vinta per 2-1.

## Statistiche

### Presenze e reti nei club
Statistiche aggiornate al 12 maggio 2024.
| Stagione        | Squadra         | Campionato      | Campionato | Campionato | Coppe nazionali | Coppe nazionali | Coppe nazionali | Coppe internazionali | Coppe internazionali | Coppe internazionali | Altre coppe | Altre coppe | Altre coppe | Totale | Totale |
| Stagione        | Squadra         | Comp            | Pres       | Reti       | Comp            | Pres            | Reti            | Comp                 | Pres                 | Reti                 | Comp        | Pres        | Reti        | Pres   | Reti   |
| --------------- | --------------- | --------------- | ---------- | ---------- | --------------- | --------------- | --------------- | -------------------- | -------------------- | -------------------- | ----------- | ----------- | ----------- | ------ | ------ |
| 2020-2021       | Inter           | A               | 0          | 0          | CI              | 0               | 0               | -                    | -                    | -                    | -           | -           | -           | 0      | 0      |
| 2021-2022       | Inter           | A               | 1          | 0          | CI              | 0               | 0               | -                    | -                    | -                    | -           | -           | -           | 1      | 0      |
| Totale Inter    | Totale Inter    | Totale Inter    | 1          | 0          |                 | 0               | 0               |                      | -                    | -                    |             | -           | -           | 1      | 0      |
| 2022-2023       | Pomigliano      | A               | 26+2       | 0+0        | CI              | 1               | 0               | -                    | -                    | -                    | -           | -           | -           | 29     | 0      |
| 2023-2024       | Sassuolo        | A               | 10         | 0          | CI              | 2               | 0               |                      | -                    | -                    |             | -           | -           | 12     | 0      |
| 2024-2025       | Bologna         | B               | -          | -          | CI              | -               | -               | -                    | -                    | -                    | -           | -           | -           | -      | -      |
| Totale carriera | Totale carriera | Totale carriera | 37+2       | 0          |                 | 3               | 0               |                      | -                    | -                    |             | -           | -           | 42     | 0      |